# Bogdan Klich

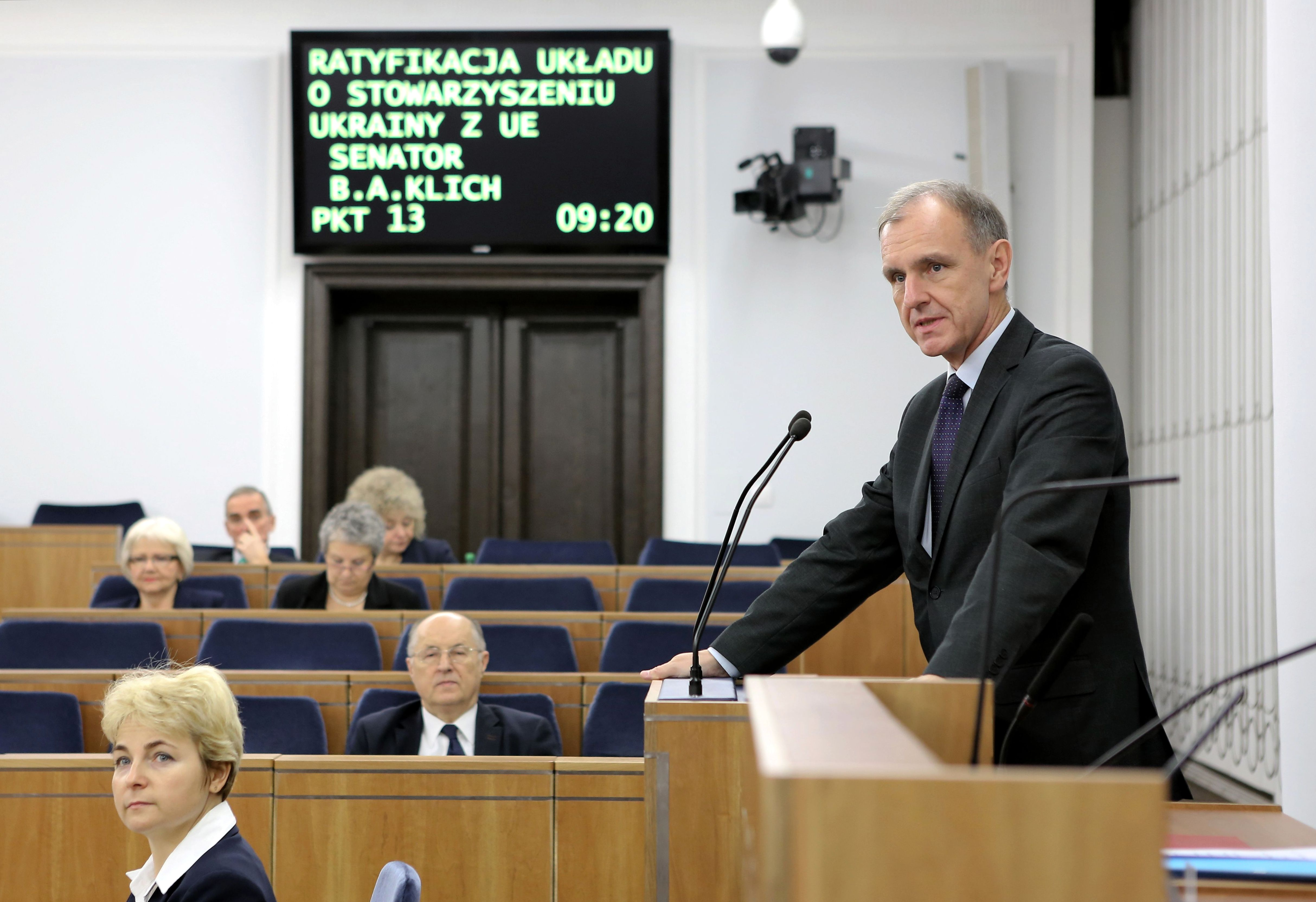
Bogdan Klich podczas 66. posiedzenia Senatu (2014)

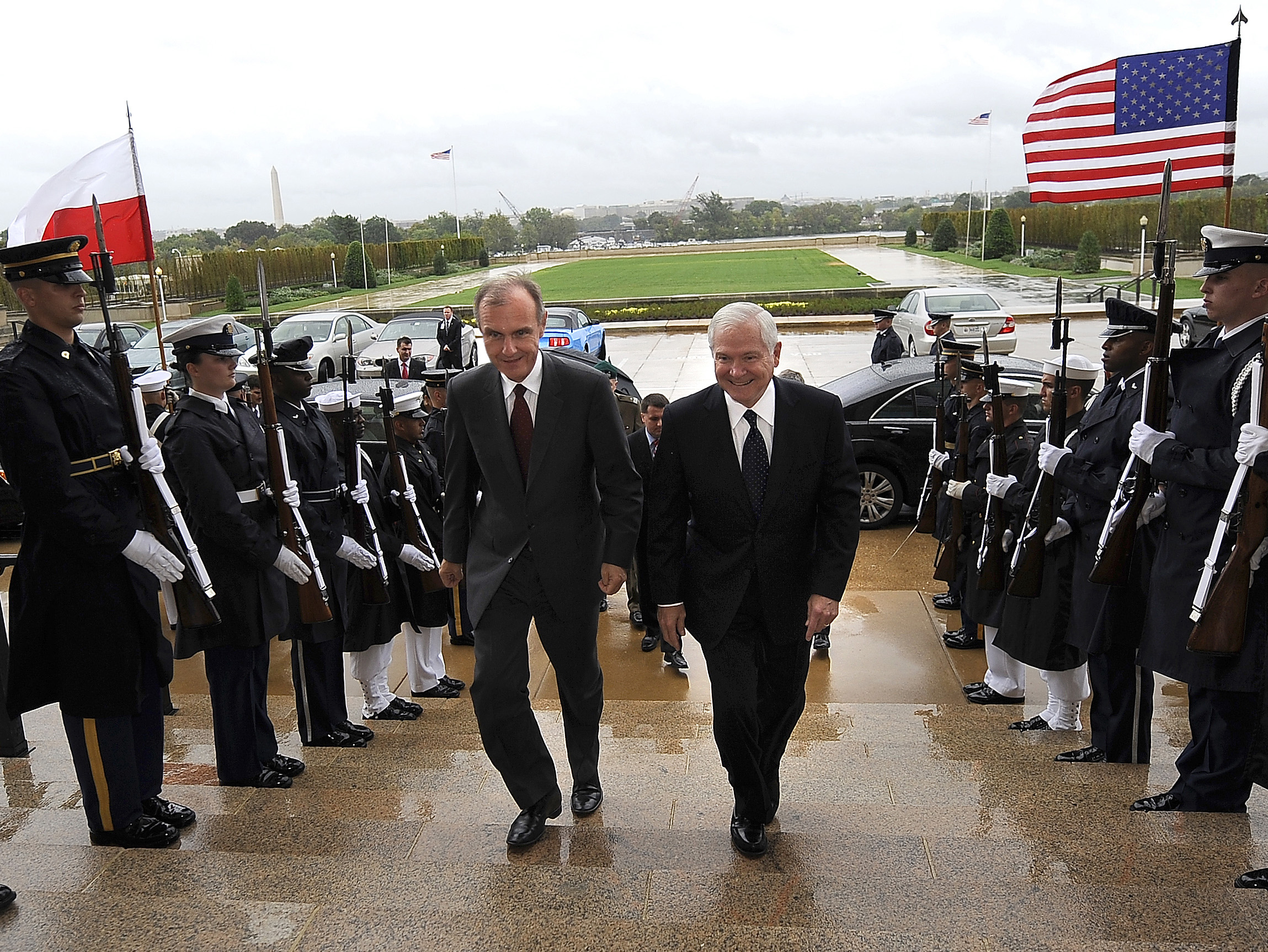
Z Robertem Gatesem podczas wizyty w Pentagonie (2010)

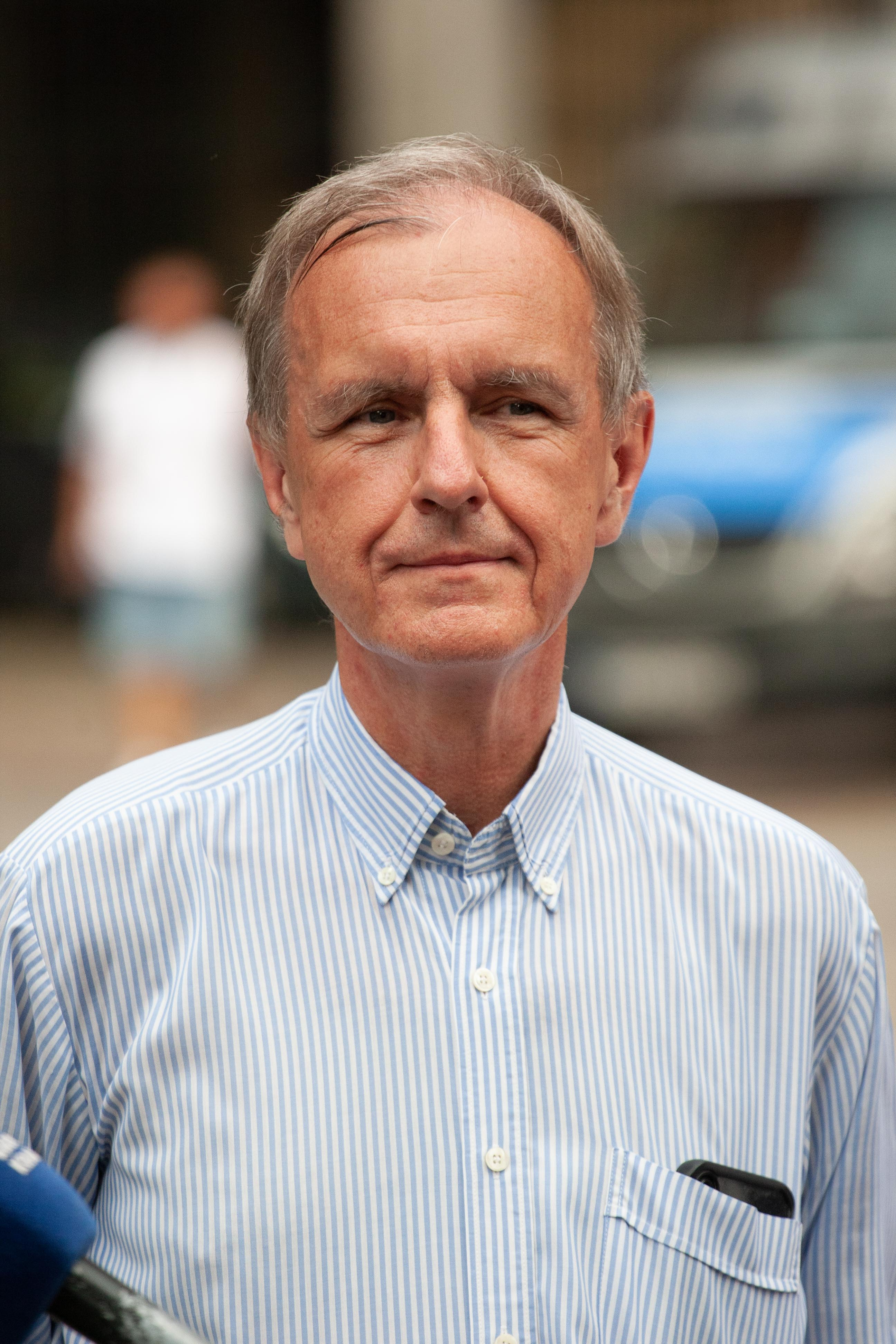
Bogdan Klich (2021)

Bogdan Adam Klich (ur. 8 maja 1960 w Krakowie) – polski polityk, lekarz i politolog, poseł na Sejm IV kadencji (2001–2004), poseł do Parlamentu Europejskiego (2004–2007), minister obrony narodowej w pierwszym rządzie Donalda Tuska (2007–2011), senator VIII, IX, X i XI kadencji (2011–2024), chargé d’affaires RP w Stanach Zjednoczonych (od 2024).

## Życiorys
Jest synem profesora Adama Klicha oraz jego żony Marii. Ukończył I Liceum Ogólnokształcące im. Bartłomieja Nowodworskiego w Krakowie. Jest absolwentem studiów medycznych na Wydziale Lekarskim Akademii Medycznej w Krakowie (1986) oraz historii sztuki na Wydziale Filozoficzno-Historycznym Uniwersytetu Jagiellońskiego (1987).
W latach 70. współpracował z opozycją demokratyczną – po śmierci Stanisława Pyjasa był działaczem młodzieżówki Studenckiego Komitetu Solidarności. Należał do założycieli Niezależnego Zrzeszenia Studentów. W latach 1980–1981 zasiadał w jego władzach, a następnie działał w podziemnym NZS. W stanie wojennym został internowany 12 stycznia 1982, osadzono go w Załężu. W tym samym roku został tymczasowo aresztowany, był przetrzymywany w Areszcie Śledczym w Krakowie oraz w Klinice Nefrologii AM. W latach 80. działał w Ruchu Wolność i Pokój. Oskarżony o obrazę organów władzy PRL, postępowanie zakończyło się w październiku 1982 wyrokiem uniewinniającym. W 1988–1989 współzałożyciel i członek środowiska „Czas Przyszły”.
Po ukończeniu studiów pracował jako lekarz psychiatra w krakowskim szpitalu neuropsychiatrycznym. W latach 1988–1990 był redaktorem naczelnym czasopisma artystycznego „Tumult”. W 1990 objął kierownictwo działu informacji w TVP Kraków. Od 1992 do 1995 ponownie pracował jako lekarz, m.in. w Wojewódzkim Szpitalu Specjalistycznym im. Ludwika Rydygiera w Krakowie.
Należał do Komitetu Obywatelskiego, Ruchu Obywatelskiego Akcji Demokratycznej (1990–1991), Unii Demokratycznej (1991–1994) i Unii Wolności (1994–2000). W wyborach w 1991 bez powodzenia ubiegał się o mandat poselski z ramienia UD. W latach 90. zasiadał we władzach krajowych UD i UW. W 1993 współtworzył Międzynarodowe Centrum Rozwoju Demokracji w Krakowie, pełniąc funkcję jego prezesa do 1997. Następnie, po przekształceniu Centrum w Instytut Studiów Strategicznych, był jego dyrektorem w latach 1997–2007.
W latach 1998–1999 był doradcą pełnomocnika rządu ds. negocjacji z Unią Europejską. Od 1999 do 2000 pełnił funkcję podsekretarza stanu w Ministerstwie Obrony Narodowej w rządzie Jerzego Buzka, odpowiedzialnego za politykę obronną i kontakty Polski z NATO. Został tez wykładowcą na Uniwersytecie Jagiellońskim.
W 2001 przystąpił do Platformy Obywatelskiej, z listy której został wybrany do Sejmu IV kadencji w okręgu krakowskim. Pełnił funkcję wiceprzewodniczącego Komisji Spraw Zagranicznych. Od maja do lipca 2004 był europosłem V kadencji w ramach delegacji krajowej. W 2004 został wybrany do PE VI kadencji. Należał do frakcji Europejskiej Partii Ludowej – Europejskich Demokratów. W latach 2004–2007 był przewodniczącym Delegacji do spraw stosunków z Białorusią. 15 listopada 2007 zrezygnował z mandatu, obejmując następnego dnia stanowisko ministra obrony narodowej w pierwszym rządzie Donalda Tuska.
11 kwietnia 2010 został członkiem Międzyresortowego Zespołu do spraw koordynacji działań podejmowanych w związku z tragicznym wypadkiem lotniczym pod Smoleńskiem, powołanego przez premiera Donalda Tuska po katastrofie polskiego Tu-154 w Smoleńsku. 20 maja 2010 został powołany przez tymczasowo wykonującego obowiązki Prezydenta RP Bronisława Komorowskiego w skład Rady Bezpieczeństwa Narodowego. W styczniu 2011 posłowie klubu parlamentarnego Prawa i Sprawiedliwości wystąpili z wnioskiem o wotum nieufności, zarzucając Bogdanowi Klichowi polityczną współodpowiedzialność za katastrofę lotniczą w Smoleńsku i odpowiedzialność za zły w ich ocenie stan polskich sił zbrojnych. Poparcie dla wniosku zadeklarowali posłowie Sojuszu Lewicy Demokratycznej i Polska Jest Najważniejsza. Ostatecznie wniosek nie uzyskał większości w Sejmie (za wnioskiem KP PiS głosowało 194 posłów, przeciw było 234).
28 lipca 2011 złożył dymisję ze stanowiska ministra, a 2 sierpnia 2011 został odwołany przez prezydenta RP. Okres kierowania MON przez Bogdana Klicha był krytykowany przez część prasy fachowej. W szczególności zarzucano ministrowi brak planowania rozwoju i przypadkowe zakupy niepotrzebnego sprzętu.
W wyborach w 2011 uzyskał mandat senatora z ramienia PO. Kandydując w okręgu nr 33, otrzymał 95 439 głosów. W 2015 z powodzeniem ubiegał się o reelekcję (dostał 71 852 głosy). W Senacie IX kadencji był przewodniczącym grupy senatorów klubu parlamentarnego Platformy Obywatelskiej. W wyborach w 2019 został ponownie senatorem, otrzymując 123 080 głosów. Po wyborach objął funkcję przewodniczącego Komisji Spraw Zagranicznych i Unii Europejskiej.
W wyborach w 2023 również uzyskał mandat senatora, otrzymując 184 334 głosy. W XI kadencji został przewodniczącym Komisji Spraw Unii Europejskiej. Powoływany w skład Zgromadzenia Parlamentarnego Rady Europy. W 2024 został powołany na członka Rady Muzeum przy Muzeum Narodowym w Krakowie oraz Rady Muzeum przy Zamku Królewskim na Wawelu – Państwowych Zbiorach Sztuki.
W połowie listopada 2024 zrzekł się mandatu senatora i objął kierownictwo Ambasady RP w Waszyngtonie jako chargé d’affaires.

## Życie prywatne
Ojciec trojga dzieci. Posługuje się językiem angielskim i francuskim.

## Wyniki w wyborach ogólnopolskich
| Wybory | Komitet wyborczy                 | Komitet wyborczy      | Organ            | Okręg            | Wynik            |
| ------ | -------------------------------- | --------------------- | ---------------- | ---------------- | ---------------- |
| 1991   |                                  | Unia Demokratyczna    | Sejm I kadencji  | nr 32            | 6119 (2,60%)     |
| 2001   |                                  | Platforma Obywatelska | Sejm IV kadencji | nr 13            | 11 307 (14,36%)  |
| 2004   | Parlament Europejski VI kadencji | Platforma Obywatelska | nr 10            | 81 465 (11,21%)  |                  |
| 2011   | Senat VIII kadencji              | Platforma Obywatelska | nr 33            | 95 439 (52,53%)  |                  |
| 2015   | Senat IX kadencji                | Platforma Obywatelska | nr 33            | 71 852 (38,04%)  |                  |
| 2019   |                                  | Koalicja Obywatelska  | nr 33            | Senat X kadencji | 123 080 (54,66%) |
| 2023   | Senat XI kadencji                | Koalicja Obywatelska  | nr 33            | 184 334 (70,90%) |                  |

## Odznaczenia
- Odznaka pamiątkowa Ministerstwa Obrony Narodowej (ex officio, 2007)
- Medal „Milito Pro Christo” (2010)[28]
- Order „Za Zasługi” II stopnia (Ukraina, 2010)[29]
- Order Krzyża Ziemi Maryjnej II klasy (Estonia, 2014)[30]